# Langes Moor (Landschaftsschutzgebiet)
Das Lange Moor ist ein Landschaftsschutzgebiet in der niedersächsischen Gemeinde Barßel im Landkreis Cloppenburg.

## Allgemeines
Das Landschaftsschutzgebiet mit dem Kennzeichen LSG CLP 114 ist rund 65 Hektar groß. Es wurde 1984 ausgewiesen (Datum der Verordnung: 2. Februar 1984). Zuständige untere Naturschutzbehörde ist der Landkreis Cloppenburg.

## Beschreibung
Das Landschaftsschutzgebiet liegt nördlich des Küstenkanals in etwa zwischen Harkebrügge und Ahrensdorf. Es umfasst einen Rest des Langen Moores, eines ehemals weitläufigen Hochmoorgebietes, zu dem auch das südlich des Küstenkanals liegende Naturschutzgebiet „Ahrensdorfer Moor“ gehörte. Das Landschaftsschutzgebiet wird zu einem großen Teil von Moorwald auf feuchten Hochmoorresten mit Torfstichen, die vielfach mit Wasser vollgelaufen sind, eingenommen. Neben Moorwald sind offene Bereiche unter anderem mit Heideflächen zu finden. Das Landschaftsschutzgebiet ist wertvoller Lebensraum unter anderem für verschiedene Vogelarten. Das Gebiet entwässert über Gräben zur Soeste. Es ist vollständig von landwirtschaftlichen Nutzflächen umgeben.